# Les Bonnes femmes
Les Bonnes femmes és una pel·lícula franco-italiana dirigida per Claude Chabrol, estrenada el 1960.

## Argument
Quatre venedores s'avorreixen a la petita botiga d'electrodomèstics del senyor Belin. Quan acaba la feina, busquen l'evasió: Ginette canta d'amagat en un cabaret; Rita intenta casar-se amb un petit burgès avorrit; Jane, quan no flirteja amb el seu soldat, arrossega i es deixa lligar per vells maldestres; Jacqueline somia amb el gran amor. I, després de fixar-se en aquest motorista en bigoti que la segueix, pensa haver trobat el seu príncep blau...

## Repartiment
- Bernadette Lafont: Jane
- Stéphane Audran: Ginette
- Clotilde Joano: Jacqueline
- Lucile Saint-Simon: Rita
- Mario David: André Lapierre, el motociclista
- Ave Ninchi: Senyora Louise, la caixera
- Jean-Louis Maury: Marcel, el jove playboy
- Albert Dinan: Albert, el vell playboy
- Claude Berri: André, el jove soldat
- Serge Bento: el repartidor
- Karen Bidiomarnon: la noia del ball
- Sacha Briquet: Henri, el promès de Rita
- Pierre Bertin: Senyor Belin, l'amo de la botiga
- Dominique Zardi: Charly Boston, el director d'orquestra
- Liliane David: una noia a la piscina
- Jean Barclay
- Charles Belmont
- France Asselin: la mare d'Henri
- Dolly Bell
- Gabriel Gobin: el pare d'Henri (sota el nom de Gabriel Gobain)
- Philippe Castelli: el regidor
- Claude Chabrol: un banyista (no surt als crèdits)
- Simone Landry
- Louison Roblin
- Charles Bayard
- Henri Attal
- Laszlo Szabo

## Crítiques
D'una excel·lent realització tècnica, aquesta pel·lícula delimita amb una lentitud voluntària i penetrant la psicologia d'aquestes quatre noies, el no-res de la seva existència quotidiana, la vanitat de les seves distraccions, el fracàs de la seva investigació de l'amor. Continuació de quadres diversos molt raspallats, escandalosos de veritat. L'aventura de la més atractiva, la més sola d'aquestes heroïnes recorda el drama final de Cabiria. Hi ha d'altra banda, a tota la pel·lícula un lligam amb els temes més estimats per Fellini: festes nocturnes, escenes de cabaret, music-hall, però la nota d'esperança, sempre expressada pel director italià, és aquí absolutament absent.